# Oluf Jensen
Oluf Jensen (* 8. September 1672 auf Amrum; † 19. Mai 1750 ebenda) war ein nordfriesischer Kapitän und Eigentümer von drei Handelsschiffen sowie Vater von Hark Olufs.

## Leben

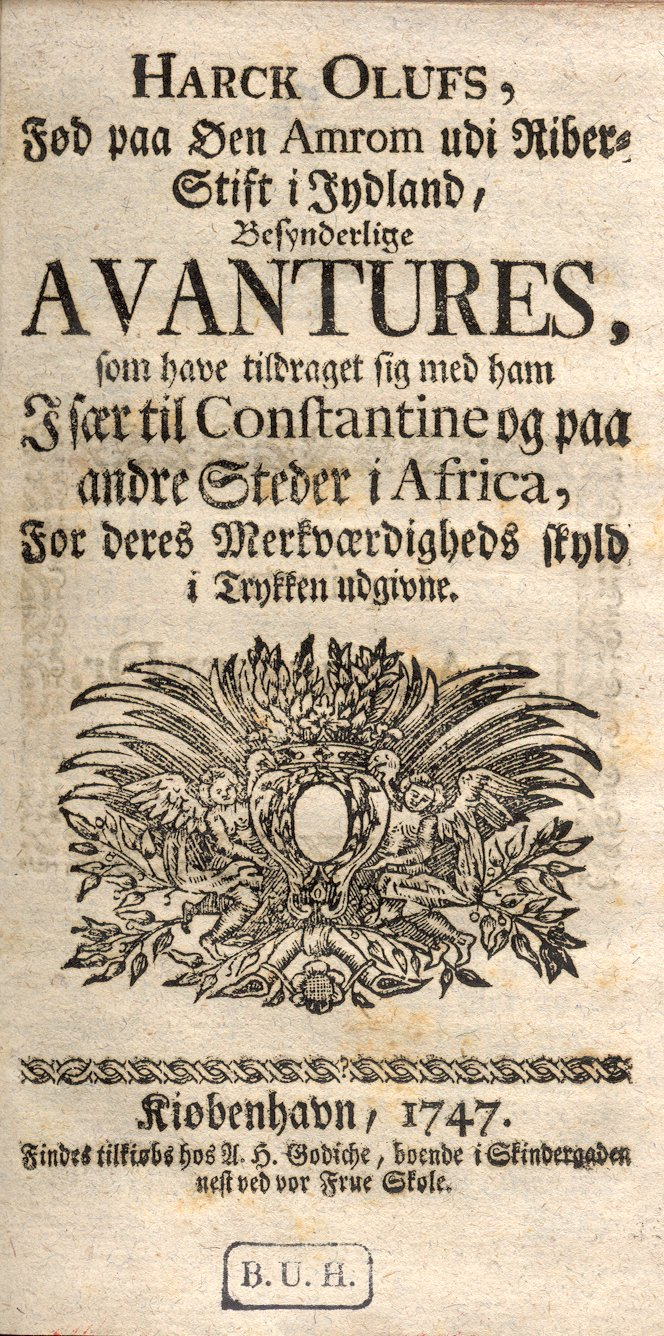
Titelseite der Erstausgabe von Hark Olufs’ Autobiografie, 1747

Der 1672 (vermutlich in Süddorf) geborene Jensen heiratete 1705 Marret Harcken, die ihm vor ihrem frühzeitigen Tod 1708 zwei Söhne gebar. Seine zweite Ehe schloss er 1713 mit Marret Jürgens. Hieraus ging eine gemeinsame Tochter hervor.
Die drei Handelsschiffe Jensens waren, um Piraten abzuwehren, jeweils mit 14 bis 40 Kanonen bestückt – doch wurde am 24. März 1724 das am schlechtesten bewaffnete Schiff „Hoffnung“ unter Kapitän Rickert Flor von algerischen Kaperern aufgebracht. Auf dem Schiff befanden sich Jensens jugendlicher Sohn Hark Olufs und zwei seiner Neffen, die nun in Gefangenschaft gerieten. Auf Vermittlung eines Hamburger Kaufmannes gelang es lediglich, einen Bremer Seemann mit dem gleichklingenden Namen Hark Ohloffs aus der Sklaverei freizukaufen;   die Verwechslung  stellte sich, zur Bestürzung Jensens, erst während des vermeintlichen Wiedersehens heraus. Doch 1736 trafen sich Vater und Sohn in einem Hamburger Hotel tatsächlich wieder, nachdem Olufs als hochverdienter Militär vom Bey von Constantine in die Freiheit entlassen worden war. 
Jensens Sprechender Grabstein enthält eine Kurzbiographie und steht noch heute auf dem Friedhof an der St.-Clemens-Kirche in Nebel auf Amrum, wo er als bedeutendes Kulturdenkmal gilt.

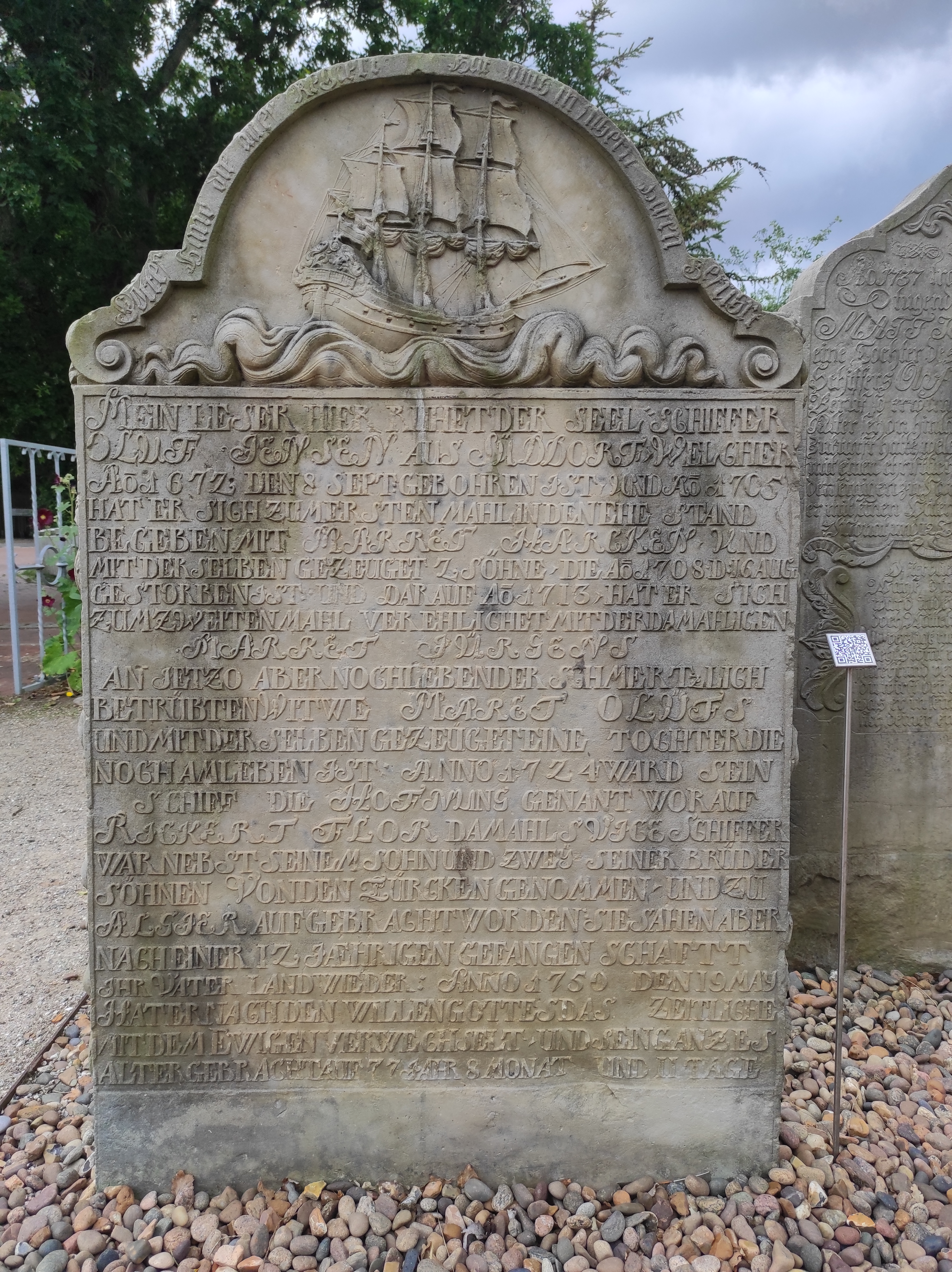
Grabstein des Oluf Jensen auf dem Friedhof in Nebel (Vorderseite)

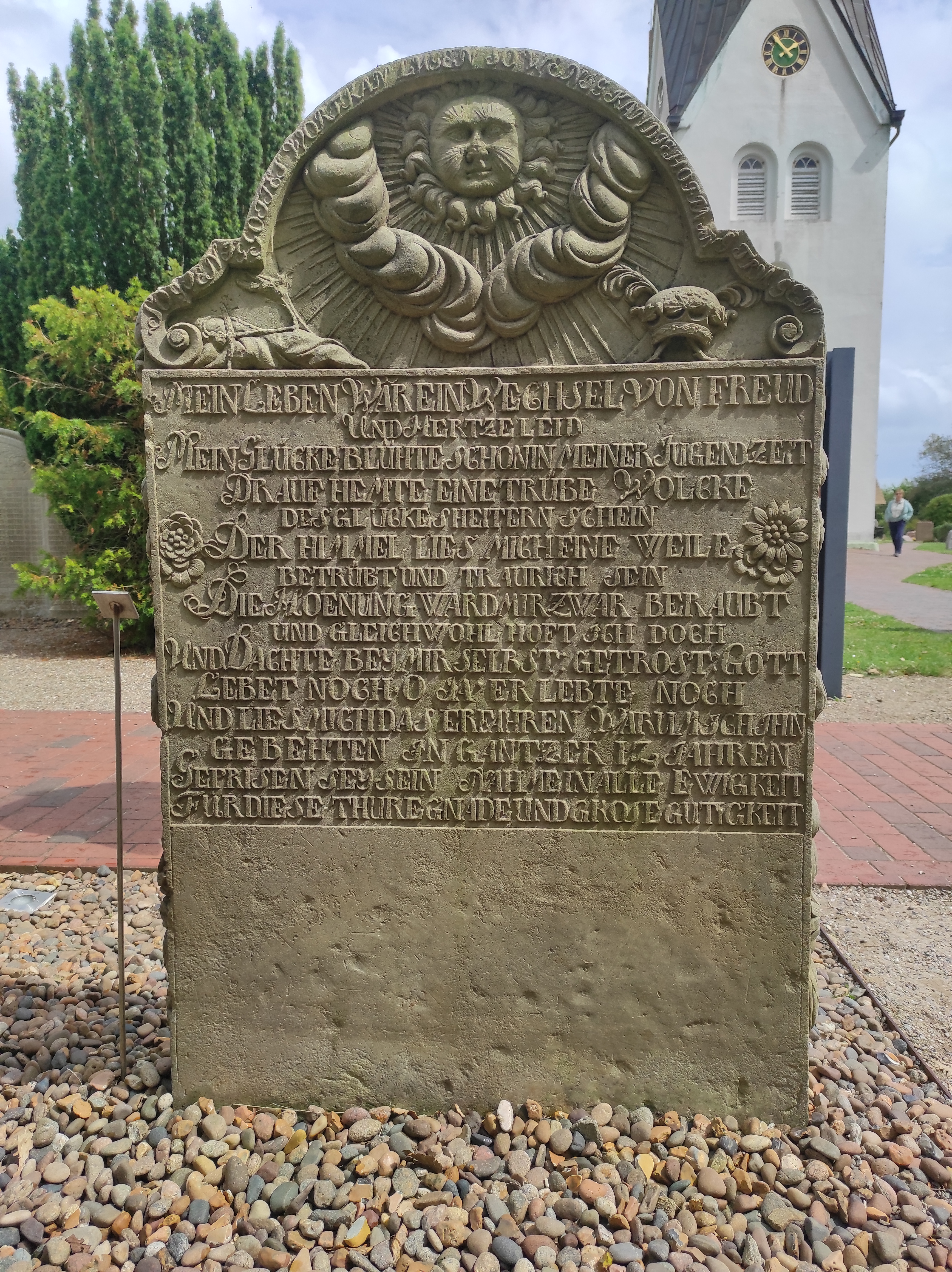
Grabstein des Oluf Jensen auf dem Friedhof in Nebel (Rückseite)

## Wirkung
Jensen ging fast täglich zu einer Amrumer Düne am Wriak-Hörn, um seinen Blick auf das Meer zu richten, von dem er sich erhoffte, dass es seinen Sohn zurückbringen würde. So wurde diese Düne letztlich Olufs-Düne genannt. In den Jahren der Versklavung seines Sohnes sprach er häufig folgende Worte, die auf dem Giebel der Rückseite seines Grabsteines verewigt wurden:

„So wenig Gottes Wort kann lügen, so wenig kann die Hoffnung trügen. Mein Leben war ein Wechsel von Freud und Herzeleid, Mein Glück blühte schon in meiner Jugendzeit, Drauf hemmte eine Wolke des Glückes Schein, der Himmel ließ mich eine Weile betrübt und traurig sein. Die Hoffnung ward mir zwar geraubt und gleichwohl hofft ich doch, und dachte bei mir selbst, Gott lebet noch. O ja, er lebet noch und ließ mich das erfahren, worum ich gebeten in ganzen zwölf Jahren. Gepriesen sei sein Nam in alle Ewigkeit für diese teure Gnade und große Gütigkeit.“

### Romane
- Udo Weinbörner: Der General des Bey. Das abenteuerliche Leben des Amrumer Schiffsjungen Hark Olufs. Roman. Horlemann, Bad Honnef 2010, ISBN 978-3-89502-299-9.
- Anne Kordasch: Heimkehr in die Fremde. Das Leben des Hark Olufs. Historischer Jugendroman. BoD, Norderstedt 2010, ISBN 978-3-8391-8697-8.